# Bunk Adams
Bunk J. Adams (Vildo, 13 luglio 1939) è un ex cestista e allenatore di pallacanestro statunitense.
È il padre della tennista Erica Adams.

## Carriera
Con la Nazionale statunitense nel 1963 ha disputato i Giochi panamericani (medaglia d'oro) e i Mondiali (4º posto).
Fu scelto al Draft NBA 1965 con la 109ª scelta dai Baltimore Bullets.
Dal 1968 al 1974 ha guidato la Scott High School, prima di dedicarsi all'insegnamento.